# Seznam prefektů Dikasteria pro podporu jednoty křesťanů

## Prezidenti Papežské rady pro jednotu křesťanů

1.Augustin Bea, S.J. (1960–1968)
2.Johannes Willebrands(1969–1989)
3.Edward Idris Cassidy(1989–2001)
4.Walter Kasper(2001–2010)
5.Kurt Koch(od 2010)

## PrefektiDikasteria pro podporu jednoty křesťanů

5.Kurt Koch(od 2010)